# جوناثان غوايانو
جوناثان غوايانو (بالبرتغالية: Johnathan‏) هو لاعب كرة قدم برازيلي في مركز الهجوم، ولد في 29 مارس 1990 في بلدية فرناندوبولس في البرازيل. لعب مع النادي الرياضي المركزي وسبورت ريسيفي ونادي أرليه أفينيون ونادي دايجو ونادي غوياس.

## وصلات خارجية
- جوناثان غوايانو على موقع دوري كوريا الجنوبية (الإنجليزية)
- جوناثان غوايانو على موقع رابطة كرة القدم الفرنسية للمحترفين (الإنجليزية)
- جوناثان غوايانو على موقع قاعدة بيانات كرة القدم.إي يو (الإنجليزية)
- جوناثان غوايانو على موقع Soccerway.com (الإنجليزية)